# Ertuğrul Sağlam
Ertuğrul Sağlam (ur. 19 listopada 1969 w Zonguldak) – piłkarz turecki grający na pozycji napastnika.

## Kariera klubowa
Karierę piłkarską Ertuğrul rozpoczął w młodzieżowej drużynie Fenerbahçe SK ze Stambułu, noszącej nazwę Fenerbahçe SK PAF. W 1986 roku odszedł do Gaziantepsporu i w jego barwach zadebiutował w drugiej lidze. W 1988 roku odszedł do Samsunsporu i zaczął grać w pierwszej lidze. W 1990 roku spadł z Samsunsporem do drugiej ligi, ale w sezonie 1991/1992 ponownie występował w tureckiej ekstraklasie. W 1993 roku ponownie przeżył spadek, a w sezonie 1993/1994 był najlepszym strzelcem drużyny z 17 golami.
Latem 1994 Ertuğrul trafił do jednej z czołowych drużyn w kraju, Beşiktaşu JK. Tam stworzył atak z Oktayem Derelioğlu i zdobywając 23 gole (o 4 mniej niż król strzelców Aykut Kocaman z Fenerbahçe) był najskuteczniejszym graczem drużyny ze Stambułu. Na koniec sezonu 1994/1995 świętował zdobycie tytułu mistrza Turcji. Także w kolejnym sezonie Ertuğrul zdobył najwięcej bramek dla swojej drużyny, a w 1998 roku wywalczył zarówno Puchar Turcji, jak i Superpuchar Turcji. W 2000 roku wywalczył ponownie to drugie trofeum, ale latem odszedł z zespołu. W barwach Beşiktaşu strzelił 106 goli w 167 ligowych meczach.
Latem 2000 roku Ertuğrul powrócił do Samsunsporu, w którym grał w ataku najpierw z İlhanem Mansızem, a następnie z Mehmetem Yılmazem, Oktayem Derelioğlu i Serkanem Aykutem. Po sezonie 2002/2003 zdecydował się zakończyć piłkarską karierę.
| Sezon   | Klub          | Kraj   | Rozgrywki | Mecze | Bramki |
| ------- | ------------- | ------ | --------- | ----- | ------ |
| 1986/87 | Gaziantepspor | Turcja | II liga   | ?     | ?      |
| 1987/88 | Gaziantepspor | Turcja | II liga   | ?     | ?      |
| 1988/89 | Samsunspor    | Turcja | Süper Lig | ?     | ?      |
| 1989/90 | Samsunspor    | Turcja | Süper Lig | ?     | ?      |
| 1990/91 | Samsunspor    | Turcja | II liga   | ?     | ?      |
| 1991/92 | Samsunspor    | Turcja | Süper Lig | 27    | 2      |
| 1992/93 | Samsunspor    | Turcja | II liga   | ?     | ?      |
| 1993/94 | Samsunspor    | Turcja | Süper Lig | 29    | 17     |
| 1994/95 | Beşiktaş JK   | Turcja | Süper Lig | 30    | 23     |
| 1995/96 | Beşiktaş JK   | Turcja | Süper Lig | 30    | 18     |
| 1996/97 | Beşiktaş JK   | Turcja | Süper Lig | 27    | 17     |
| 1997/98 | Beşiktaş JK   | Turcja | Süper Lig | 30    | 5      |
| 1998/99 | Beşiktaş JK   | Turcja | Süper Lig | 25    | 4      |
| 1999/00 | Beşiktaş JK   | Turcja | Süper Lig | 25    | 14     |
| 2000/01 | Samsunspor    | Turcja | Süper Lig | 25    | 8      |
| 2001/02 | Samsunspor    | Turcja | Süper Lig | 30    | 10     |
| 2002/03 | Samsunspor    | Turcja | Süper Lig | 20    | 3      |

## Kariera reprezentacyjna
W reprezentacji Turcji Ertuğrul zadebiutował 27 października 1993 roku w wygranym 2:1 spotkaniu eliminacji do Mistrzostw Świata w USA z Polską. W 1996 roku został powołany przez selekcjonera Fatiha Terima do kadry na Euro 96. Tam był rezerwowym i nie zagrał w żadnym spotkaniu. Ostatni mecz w kadrze narodowej rozegrał w czerwcu 1997 roku przeciwko Japonii (0:1). Łącznie wystąpił w niej 30 razy i strzelił 11 goli.

## Kariera trenerska
Po zakończeniu kariery Ertuğrul został trenerem. W 2004 roku objął zespół Samsunsporu. Tam pracował rok, a już latem 2005 przeniósł się do Kayserisporu. W sezonie 2005/2006 klub zajął wysoką 5. pozycję w lidze, a jesienią wystąpił w Pucharze Intertoto. Kayserispor dotarł do finału, a dzięki zwycięstwu w nim nad Larisą awansował do Pucharu UEFA. W pierwszej rundzie drużyna pod jego wodzą wyeliminowała albański KF Tirana, a w drugiej odpadła po dwumeczu z AZ Alkmaar. W 2007 roku Ertuğrul został szkoleniowcem Beşiktaşu JK, który prowadził w fazie grupowej Ligi Mistrzów (m.in. 0:8 z Liverpoolem). 7 października 2008 zrezygnował ze stanowiska, a jego miejsce zajął Mustafa Denizli. Z końcem roku 2009 objął posadę trenera w klubie Bursaspor. W 2010 roku doprowadził Bursaspor do wywalczenia mistrzostwa kraju.